# Liste der denkmalgeschützten Objekte in Sankt Peter im Sulmtal
Die Liste der denkmalgeschützten Objekte in Sankt Peter im Sulmtal enthält die 3 denkmalgeschützten, unbeweglichen Objekte der Gemeinde Sankt Peter im Sulmtal im steirischen Bezirk Deutschlandsberg.

## Denkmäler
| Foto |                 | Denkmal                                                                         | Standort                                                    | Beschreibung | Metadaten |
| ---- | --------------- | ------------------------------------------------------------------------------- | ----------------------------------------------------------- | --- | --- |
| ja   | Datei hochladen | Katholische Pfarrkirche St. Peter HERIS-ID: 7558 Objekt-ID: 3495                | Standort KG: St. Peter im Sulmtal                           | Die Kirche wurde urkundlich 1244 erwähnt, nach einem Brand 1645 wurde sie 1699 neu gebaut. Restaurierungen erfolgten 1961 außen und 1964 innen. Es handelt sich um einen barocken Bau mit Ausstattung aus dem Rokoko des 18. Jahrhunderts. Der Turm steht frei, er ist mit 1662 datiert. Sein Erdgeschoß ist als Soldatengedenkstätte verwendet. Anmerkung: Die Kirche liegt auf einem Grundstück der EZ 2 KG 61054 St. Peter im Sulmtal, sie ist vom Grundstück 1/3 (Friedhof) umgeben. | BDA-Hist.: Q27903051 Status: § 2a Stand der BDA-Liste: 2025-06-30 Name: Katholische Pfarrkirche St. Peter GstNr.: 1/3, .2/1 Pfarrkirche St. Peter, Sankt Peter im Sulmtal |
| ja   | Datei hochladen | Pfarrhof HERIS-ID: 7559 Objekt-ID: 3496                                         | St. Peter 1 Standort KG: St. Peter im Sulmtal               | Der Pfarrhof wurde 1760–1766 erweitert, aus dieser Zeit existieren noch geschnitzte Türen und ein mit chinesischen Landschaften ausgemaltes Zimmer vorhanden. Ebenso ein Bild des Salzburger Erzbischofs Kardinal Max Gandolf von Kuenburg aus der Zeit um 1760, zu dessen Einflussbereich das Bistum Lavant gehörte, in dem die Pfarre St. Peter damals lag. Anmerkung: Das Gebäude liegt nordwestlich der Pfarrkirche auf einem Grundstück der EZ 211 KG 61054 St. Peter im Sulmtal.   | BDA-Hist.: Q37968989 Status: § 2a Stand der BDA-Liste: 2025-06-30 Name: Pfarrhof GstNr.: .1/1                                                                             |
| ja   | Datei hochladen | Ehemaliges Kellerstöckl (jetzt Aufbahrungshalle) HERIS-ID: 7560 Objekt-ID: 3497 | St. Peter 1 (Kirche), bei Standort KG: St. Peter im Sulmtal | Das Gebäude ist mit der Jahreszahl 1779 datiert, es handelt sich um einen ehemaligen Weinkeller, auf den ein Stockwerk aufgebaut wurde. Anmerkung: Das Objekt liegt ostnordöstlich der Pfarrkirche auf einem Grundstück der EZ 211 KG 61054 St. Peter im Sulmtal. | BDA-Hist.: Q37969002 Status: § 2a Stand der BDA-Liste: 2025-06-30 Name: Ehemaliges Kellerstöckl (jetzt Aufbahrungshalle) GstNr.: .3/1                                     |